# یوناتان برینه
یوناتان برینه (هلندی: Jonathan Breyne؛ زادهٔ ۴ ژانویهٔ ۱۹۹۱) دوچرخه‌سوار اهل بلژیک است.
از باشگاه‌هایی که در آن بازی کرده‌است می‌توان به لاندباوکردیت–کولناخو اشاره کرد.